# Gippsland
Gippsland é uma região rural do estado de Vitória, Austrália, localizada na parte sudeste desse estado. Abrange uma área de 41.556 quilômetros quadrados (16.045 m²) e fica a leste dos subúrbios orientais da Grande Melbourne, ao norte do Estreito de Bass, a oeste do Mar da Tasmânia, ao sul da Linha do Black-Allan que marca parte da fronteira vitoriana com Nova Gales do Sul e a leste e sudeste da Grande Cordilheira Divisória, que fica na região de Hume e nos Alpes vitorianos. Gippsland é geralmente dividido nas divisões estatísticas East Gippsland, South Gippsland, West Gippsland e Latrobe Valley.